# Pachnoda sjoestedti
Pachnoda sjoestedti är en skalbaggsart som beskrevs av Moser 1921. Pachnoda sjoestedti ingår i släktet Pachnoda och familjen Cetoniidae. Inga underarter finns listade i Catalogue of Life.